# Anthony Dang Mingyan
Anthony Dang Mingyan (chiń. 黨明彥; ur. 12 lipca 1967) – chiński duchowny katolicki, arcybiskup metropolita Xi’an od 2006.

## Życiorys
Święcenia kapłańskie otrzymał w 15 września 1991.
Wybrany biskupem pomocniczym biskupa Anthony’ego Li Duan. Sakrę biskupią przyjął z mandatem papieskim 26 lipca 2005. W 2006 został arcybiskupem metropolitą Xi’an.